# Chó Pungsan
Chó Pungsan hay Poongsan (Hangul: 풍산개; Hanja: 豐山개) là một giống chó săn có nguồn gốc từ Cộng hòa Dân chủ Nhân dân Triều Tiên. Chúng có tên gọi như vậy từ huyện miền núi phía Bắc của P'ungsan, nay là Kimhyonggwon, nơi chúng được nuôi lần đầu tiên. Chúng là một loài chó rất hiếm, và hầu như không được biết đến bên ngoài Triều Tiên.
Chó Pungsan có lông dày, thường có màu trắng. Đây là loài chó lai với chó sói ở Triều Tiên. Chó này có bộ lông dày giúp chúng chịu đựng giá lạnh mùa Đông ở khu vực này.